# Semenivka, Lebedîn
Semenivka (în ucraineană Семенівка) este un sat în comuna Borovenka din raionul Lebedîn, regiunea Sumî, Ucraina.

## Demografie
Componența lingvistică a localității Semenivka
     Ucraineană (100%)
Conform recensământului din 2001, toată populația localității Semenivka era vorbitoare de ucraineană (100%).